# Collet de Sangrà
El collet de Sangrà és una collada del terme municipal de Pinell de Solsonès, a la comarca del Solsonès. Està situada a 661 m. d'altitud, a uns 70 m. al nord de la masia de la Casa Nova de Sangrà. Hi passa el camí pavimentat que mena de Sant Climenç a Madrona.